# The prelude implicit
The prelude implicit is een studioalbum uitgegeven onder de groepsnaam van Kansas. Van de succesvolste samenstelling van die band maakten echter alleen Phil Ehart, Rich Williams en David Ragsdale de opnamen mee. De belangrijkste muziekschrijvers van Kansas Kerry Livgren en Steve Walsh hadden part noch deel aan de opnamen.  Die eerste kwakkelde met zijn gezondheid en de tweede had geen zin meer in muziek. Ook Robbie Steinhardt had gezondheidsklachten. Ehart en Williams hadden eerder hun muziek uitgebracht onder de groepsnaam Native Window. Zij schakelden samen met David Ragsdale een aantal gastmusici in, die hun kon assisteren bij het uitbrengen van een album en de bijbehorende tour. Zanger werd Ronnie Platt, eerder zanger van Shooting Star. Het album laat het typische Kansasgeluid horen; een kruising tussen progressieve rock, rock en folk. Opnamen vonden plaats in de Real 2 Reel geluidsstudio in Jonesboro (Georgia).

## Musici
- Phil Ehart – drumstel
- Billy Greer – basgitaar, zang, en eerste zangstem op track 8, afkomstig uit Seventh Key
- David Manion – toetsinstrumenten, afkomstig uit Seventh Key
- Ronnie Platt – zang, piano op track 6
- David Ragsdale – viool, zang
- Zak Rizvi – elektrische gitaar, zang
- Richard Williams, elektrische en akoestische gitaar

## Muziek
| Nr. | Titel                                                                           | Duur |
| --- | ------------------------------------------------------------------------------- | ---- |
| 1.  | With this heart (Rizvi, Platt, Ehart, Williams, Ragsdale)                       | 4:13 |
| 2.  | Visibility zero (Rizvi, Platt, Ehart)                                           | 4:27 |
| 3.  | The unsung heroes (Geoff Byrd, Platt, Ehart, Manion, Ragsdale, Rivzi, Williams) | 5:02 |
| 4.  | Rhythm in the spirit (Rizvi, Platt)                                             | 5:58 |
| 5.  | Refugee (Mike Slamer, Greer, Ehart, Mania, Platt, Ragsdale, Williams)           | 4:23 |
| 6.  | The voyage of Eight Eighteen (Rizvi, Platt, Ehart)                              | 8:18 |
| 7.  | Camouflage (Rizvi, Platt, Ehart, Greer)                                         | 6:42 |
| 8.  | Summer (Rizvi, Ehart, Greer, Manion, Ragsdale, Williams)                        | 4:07 |
| 9.  | Crowded isolation (Rizvi, Ehart, Greer, Manion, Ragsdale, Williams, Platt)      | 6:10 |
| 10. | Section 60 (instrumentaal door Rizvi, Ehart)                                    | 4:01 |
| 11. | Home on the range (John H. Lomax, Daniel Kelley)                                | 3:26 |
| 12. | Oh Shenandoah (volksmelodie)                                                    | 3:39 |

The unsung hero vertelt over de gewone man, altijd aan het werk, maar nooit herinnerd. The rhythm of spirit handelt over de val in verslaving en daar weer uitkomen. Refugee gaat over mensenhandel, The voyage of Eight Eighteen over hoop, dat we de Aarde vooral leefbaar houden. Section 60 is geïnspireerd op Sectie 60 (militairen) van Arlington National Cemetery, maar dan breder, het is voor alle militairen die sneuvelden voor hun vaderland. Visibility zero handelt dan weer op de uitzichtloze politieke situatie in de Verenigde Staten.
Het album haalde de 41e plaats in de Billboard 200; het behaalde ook noteringen in de West-Europese albumlijsten, al zij het daar meest slechts voor één week. Voor Nederland betekende het na Point of know return de twee notering van een Kansasalbum in de lijst.